# Reflexia luminii

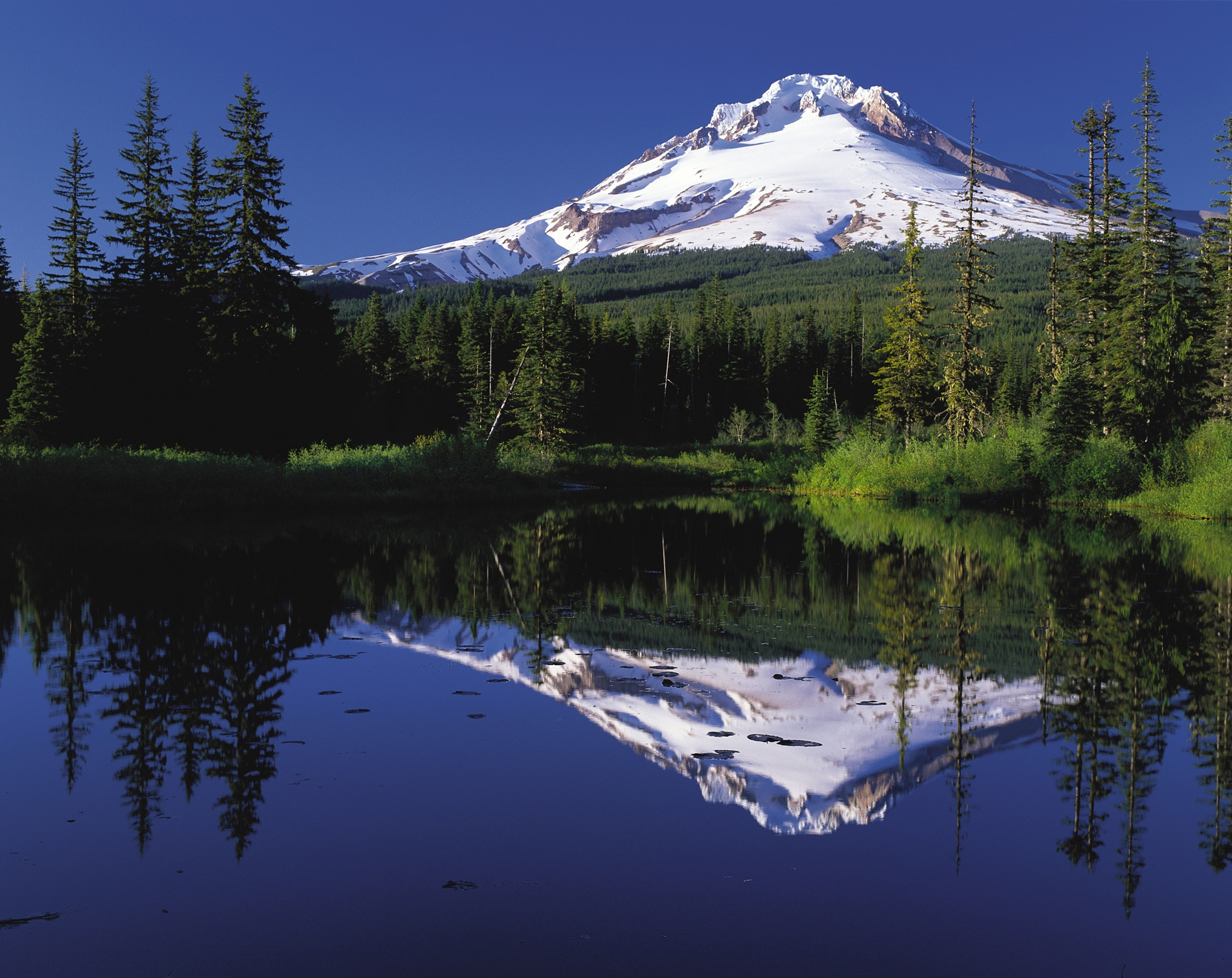
Reflexia în oglindă a Muntelui Hood (Oregon) în lac

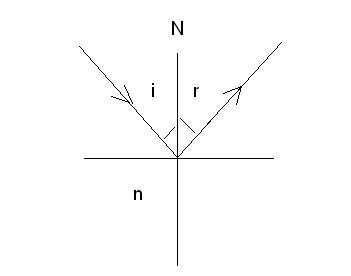
Schemă pentru reflexia luminii, unde i este unghiul de incidență (unghiul dintre raza de lumină incidentă și normala la suprafață în punctul de incidență) și r este unghiul de reflexie (unghiul dintre raza de lumină reflectată și normala la suprafață în punctul de incidență)

Reflexia luminii este fenomenul de schimbare a direcției de propagare (reîntoarcere) a luminii când întâlnește suprafața de separare a două medii, lumina întorcându-se în mediul din care a venit. Apare la suprafața de separare între două medii optice.

## Legile reflexiei
Sunt două legi:
- Raza de lumină incidentă, raza de lumină reflectată și normala la suprafață sunt coplanare  în punctul de incidență.
- Unghiul de reflexie r este egal cu unghiul de incidență i.

Matematic, a doua lege se scrie {\displaystyle i=r}.

## Reflexia totală

Cazul limită pentru reflexia totală

Reflexia totală este un caz particular care apare atunci când o rază de lumină se refractă dintr-un mediu mai dens optic într-un mediu mai puțin dens optic (din sticlă în aer sau din apă în aer). Condiția necesară ca acest lucru să se întâmple este ca:
{\displaystyle r={\frac {\pi }{2}}}, care introdus în relația de mai jos:
{\displaystyle ~n_{1}\sin i=n_{2}\sin r} conduce la:
{\displaystyle ~n_{1}\sin i=n_{2}}.
Unghiul limită este unghiul minim de incidență de la care  apare fenomenul de reflexie totală. 

## Legea lui Lambert

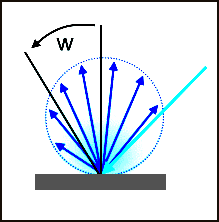
O suprafață Lambert are o reflexie maximă când undele electromagnetice cad perpendicular

Această reflexie este cu atât mai intensă cu cât suprafața de care sunt reflectate este mai netedă, conform legii lui Lambert, „unghiul de reflexie” — ω — față de perpendiculară, suprafața efectivă și cosinusul unghiului față de normală (perpendiculara pe suprafața de reflexie).
{\displaystyle I=S\cdot \cos(\omega )\cdot B}.